# Public Garden
Public Garden es el segundo miniálbum de la banda japonesa Dragon Ash, lanzado en 1997. Realism II fue usado como tema del programa "Sports Spotters", del canal japonés TV Asahi.

## Lista de canciones
1. "Realism II": 2:55.
2. "Ability → Normal": 3:05.
3. "冬ノ道ノセイ" (Fuyu no Michi no Sei) – 3:35.
4. "Future": 4:47.
5. "People": 3:28.
6. "虹の彼方" (Niji no Kanojo): 3:07.
7. "Addiction": 3:01.
8. "Public Garden": 4:13.
9. "Cool Around" (pista oculta): 1:22.

- Datos: Q2878873